# الدوري البرازيلي الدرجة الأولى 1959
الدوري البرازيلي الدرجة الأولى 1959 هو الموسم 1 من  الدوري البرازيلي الدرجة الأولى. أقيم خلال الفترة 23 أغسطس 1959 وحتى 29 مارس 1960، وأشرف على تنظيمه Brazilian Sports Confederation ‏، وكان عدد الأندية المشاركة فيه  16، وفاز فيه نادي باهيا.